# Жалын (журнал)
«Жалы́н» (каз. Жалын — Пламя) — созданный в 1969 году казахский литературно-художественный альманах, с 1986 года выходит как самостоятельный журнал. Издается одноименным издательством в Алма-Ате.
Первый главный редактор — О. Канахин. В разные годы эту должность занимали Ш. Муртаза, Т. Молдагалиев, М. Шаханов и М. Кулкенов, Кудияр Билал. 
Согласно «КНЭ», издание представляет свои страницы для произведений прозы, поэзии, публицистики, критических выступлений, статей и очерков но истории и культуре казахского народа. Регулярно публикуются классические произведения мировой литературы, а также молодых и состоявшихся литераторов. Журнал освещает события культурной жизни Республики Казахстан, достижения в области литературы и искусства; поднимает социальные и экологические проблемы. 
За лучшее поэтическое произведение молодых поэтов присуждалась премия имени Т. Айбергенова.
В 2000 на базе «Жалын» организован журнал «Таңшолпан».